# トゥイ・リー
トゥイ・リー（クメール語: ទុយ រី、英語: Tuy Ry）は、カンボジアの外交官、大使。国連大使兼在カナダ大使、外務次官を経て、2022年より駐日大使を務めている。

## 経歴
2004年から2007年にかけて在ベルギー大使館公使参事官。
2007年から2012年にかけて外務国際協力省外務国際機関部部長。
2014年から2017年にかけて国際連合政府代表部常駐代表（国連大使）兼在カナダ特命全権大使（ニューヨーク常駐）。
2017年から2021年にかけて外務国際協力省事務次官。外務次官在任中の2021年9月3日、彼はオンライン形式で開催された第11回日・カンボジア人権対話に参加し、大鶴哲也政策企画担当大使・総合外交政策局参事官らと意見交換を行った。
2021年12月28日、トゥイ・リー次期駐日大使は赴任前の挨拶のため、ケオ・チア次期駐米大使兼在メキシコ大使およびポーン・ポウ次期在フィリピン大使と共にサイ・チュム上院議長を表敬訪問した。
2022年3月10日、彼は皇居で信任状を捧呈し、駐日大使として正式に着任した。